# 아르멘 알치안
아르멘 앨버트 알치안(Armen Albert Alchian, 1914년 4월 12일 – 2013년 2월 19일)는 미국의 경제학자다. 그는 거의 모든 경력을 UCLA (UCLA)에서 보냈다. 주요 미시경제학 이론가인 그는 신제도경제학의 창시자 중 한 사람으로 알려져 있으며 재산권 에 대한 연구로 널리 인정받고 있다.
알치안의 기여도 중 상당 부분이 재산권 에 있다. Henderson은 알치안이 재산권의 경제적 분석에 가장 큰 영향을 미쳤다고 주장하고 이에 대한 그의 작업을 다음과 같이 요약했다. 예상되는."  알치안은 "본질적으로 경제학은 자원에 대한 재산권에 대한 연구이다."라고 의견을 밝혔다. Peter Boettke 는 2015년에 알치안이 "경제적 성과의 결정에서 재산권이 수행하는 중요한 역할을 경제학계에 다시 소개해야 했던 '재산권 경제학'이라고 불리는 것의 창시자로 인정받았다"고 말했다.
1954년 RAND에서 근무하는 동안 알치안은 수소 폭탄 개발에 어떤 종류의 연료 재료가 사용되었는지 추론하기 위해 최초의 이벤트 연구를 수행했다. 그는 공개적으로 사용 가능한 재무 데이터를 통해 리튬을 핵융합 연료로 성공적으로 식별했다. 그러나 그 종이는 국가안보에 대한 위협으로 여겨져 압수·파기되었다.

## 같이 보기
- 다론 아제모을루